# Atletica leggera ai Giochi della XXI Olimpiade - Salto in lungo maschile

Video della Finale (video su Arnie Robinson)

Il salto in lungo ha fatto parte del programma maschile di atletica leggera ai Giochi della XXI Olimpiade. La competizione si è svolta nei giorni 28 e 29 luglio 1976 allo Stadio Olimpico (Montréal).

## Presenze ed assenze dei campioni in carica
| Competizione      | Atleta                  | Prestazione | Montréal 1976 |
| ----------------- | ----------------------- | ----------- | ------------- |
| Monaco 1972       | Randy Williams          | 8,24 m      | Presente      |
| Europei 1974      | Valeri Podluzhnij       | 8,12 m      | Presente      |
| Asiatici 1974     | T. C. Yohannan          | 8,07 m      | Presente      |
| Panamericani 1975 | João Carlos de Oliveira | 8,19A m     | Presente      |

Il vincitore dei Trials USA è Arnie Robinson con 8,37 v. Robinson è capolista mondiale stagionale: 8,32 m con vento regolare.

## Turno eliminatorio
Qualificazione7,80 m
Nove atleti ottengono la misura richiesta. Ad essi vanno aggiunti i 3 migliori salti, fino a 7,73 m.

La miglior prestazione appartiene a Randy Williams (USA), con 7,97 m.

## Finale
Stadio Olimpico, giovedì 29 luglio.
Al primo turno l'americano Arnie Robinson indovina un salto perfetto a 8,35, con vento nullo. Il campione in carica Randy Williams gli risponde subito con 8,11. Altri due atleti saltano 8 metri: Jacques Rousseau (Fra) e João Carlos de Oliveira (Bra). La gara si preannuncia vibrante e combattuta. 

Al secondo turno Robinson atterra a 8,26, mentre nessun altro si migliora. Williams non riesce ad indovinare più un salto e si deve accontentare della seconda piazza, mentre Robinson, in stato di grazia, fa 8,16 e il tedesco Est Wartenberg agguanta il bronzo con 8,02.
| Pos     | Paese e Atleta          | 1º salto | 2º salto | 3º salto | 4º salto | 5º salto | 6º salto | Miglior Misura | Note |
| ------- | ----------------------- | -------- | -------- | -------- | -------- | -------- | -------- | -------------- | ---- |
| Oro     | Arnie Robinson          | 8,35     | 8,26     | X        | 8,04     | 8,16     | 7,91     | 8,35           |      |
| Argento | Randy Williams          | 8,11     | 7,81     | X        | X        | X        | 7,81     | 8,11           |      |
| Bronzo  | Frank Wartenberg        | 7,81     | -        | X        | 8,02     | 7,84     | X        | 8,02           |      |
| 4       | Jacques Rousseau        | 8,00     | 7,82     | 7,67     | 7,91     | X        | 7,62     | 8,00           |      |
| 5       | João Carlos de Oliveira | 8,00     | X        | 7,76     | -        | -        | 7,85     | 8,00           |      |
| 6       | Nenad Stekić            | 7,75     | 7,81     | 7,89     | 7,80     | X        | 7,77     | 7,89           |      |
| 7       | Valerij Podluzhnij      | 7,70     | 7,88     | 7,77     | 7,84     | X        | 7,66     | 7,88           |      |
| 8       | Hans Baumgartner        | X        | X        | 7,84     | X        | X        | X        | 7,84           |      |
| 9       | Rolf Bernhard           | 7,70     | 7,71     | 7,74     |          |          |          | 7,74           |      |
| 10      | Alekseij Pereverzev     | 7,55     | 4,89     | 7,66     |          |          |          | 7,66           |      |
| 11      | Fletcher Lewis          | 7,61     | 7,31     | X        |          |          |          | 7,61           |      |

Il totale fa 11 perché Larry Myricks (USA) non è sceso in pedana. 